# Donatus de Florentia
Donatus de Florentia, italienisch Donato da Cascia, (auch Don Donatus de Cascia, aktiv in der 2. Hälfte des 14. Jahrhunderts) war ein italienischer Komponist des Mittelalters, der in Florenz wirkte.

## Leben und Wirken
Von Donatus de Florentia sind keine gesicherten Lebensdaten überliefert worden. Er wurde auch Don Donatus de Cascia genannt, wobei mit Cascia eine kleine Ortschaft in der Nähe von Reggello (auf dem heutigen Stadtgebiet von Florenz) gemeint war, und nicht Cascia in Umbrien. Gesichert ist, dass er in Florenz lebte und wirkte. In der Handschrift Codex Squarcialupi aus dem zweiten Jahrzehnt des 15. Jahrhunderts wird Donatus in dem schwarzen Habit der Benediktiner oder Kamaldulenser dargestellt; diese Kleidung könnte jedoch auch auf die Mönche des nahe bei Cascia liegenden Klosters Vallombrosa, aber auch auf einfache Priester hindeuten. Der Dichter Franco Sacchetti nennt ihn presbyter de Cascia der Gemeinde Florenz. Entsprechend der Reihenfolge im Codex Squarcialupi war Donatus etwas jünger als Lorenzo da Firenze, aber älter als Francesco Landini. Auch in einer anderen Handschrift, dem Codex San Lorenzo, sind die Werke von Donatus vor Landini, aber nach Bartolino aufgeführt. Donatus’ überlieferte Kompositionen sind wahrscheinlich zwischen 1355 und 1375 geschrieben worden.

## Bedeutung
Donatus war ein Vertreter der Ars nova aus Florenz; seine weltlichen Kompositionen sind überwiegend zweistimmig, wenige sind dreistimmig. Sie sind auch, mit Ausnahme des Virelai, nur in toskanischen Handschriften überliefert, davon die größere Gruppe in dem erwähnten Codex Squarcialupi (15 Stücke, davon 6 nur hier), außerdem noch in der bedeutenden Sammlung einer Palimpsest-Handschrift. Charakteristisch für Donatus’ Stil sind eine reiche melismatische Behandlung der Oberstimme und eine Deklamation des Textes, die in den verschiedenen Stimmen nicht gleichzeitig erfolgt. Die beiden verloren gegangenen Stücke auf Texte von Franco Sacchetti können in die 1350er-Jahre datiert werden; die zahlreichen stilistischen Eigenarten seiner überlieferten Werke lassen aber auf seine hauptsächliche kompositorische Aktivität vor den Jahren 1370 bis 1375 schließen.
Sein Madrigal »Sovran’ uccello se’ tutti gli altri« dürfte im Zusammenhang mit einem der beiden Rom-Züge von Kaiser Karl IV. stehen. In Donatus’ Werken seiner hauptaktiven Phase fallen insbesondere die teilweise recht ausgedehnten, meist einstimmigen Überleitungs-Phrasen ohne Text zwischen zwei Strophen auf, wie sich auch Jacopo da Bologna in seinen zweistimmigen Madrigalen einsetzt, darüber hinaus auch die schon erwähnte außerordentlich virtuose Melismatik in der Oberstimme (Superius), welche auch bei Lorenzo da Firenze anzutreffen ist. Dazu gehören auch die fast immer mit Text unterlegten Tenorstimmen seiner zweistimmigen Liedsätze. Der fehlende Text im Tenor von Come ’l potestu far ist vermutlich später ergänzt worden. Das einzige von Donatus überlieferte Caccia-Madrigal »Faccia chi de’ se ’l po« zeigt die Beherrschung des Meisters mit diesem Genre: Es ist sehr klar gegliedert, mit einem Duett der beiden Oberstimmen und einem stützenden Tenor mit Text. Eine gewisse satztechnische Nähe hierzu zeigen auch mehrere zweistimmige Madrigale von ihm. Hier gibt es Passagen mit melodischer und/oder rhythmischer Imitation mit gleichzeitiger lebhafter syllabischer Textunterlegung des Tenors, wodurch sich die erwähnte nicht gleichzeitige Textdeklamation ergibt. Donatus’ Autorschaft der einzigen von ihm überlieferten Ballata wird von einigen Musikhistorikern angezweifelt. Der Text in ihr ist in Dialogform geschrieben, syllabisch im Stil und besitzt eine dreiteilige Struktur, die erst im späten 14. und im 15. Jahrhundert üblich wurde.

## Werke
- Madrigale
  - »Come la lupo pecorella presa«, Text: Niccolò Soldanieri
  - »Come ’l potestu far«
  - »Dal cielo scese per iscala l’oro«
  - »D’or pomo incominciò nell’aer fino«
  - »I’ fu’ già bianc’ uccel con piuma d’oro«, Text: Antonio degli Alberti
  - »I’ fu’ già usignolo in tempo verde«, Text: Soldanieri
  - »I’o perduto l’alber’e l’ timone«, Text: Arrigo Belondi
  - »L’aspido sord’e ’l tirello sorçone«, Text: Bellondi
  - »Lucida percorella, son scampata«, Text: Soldanieri (unsicher)
  - »Seguendo ’l canto d’un uccel selvaggio«
  - »S’ i’, monacordo, gentile stromento«, Text unvollständig
  - »Sovran’ uccello se’ fra tutti gli altri«
  - »Un bel girfalco sces’ alle mie grida«, Text: Soldanieri
  - »Un cane, un’oca e una vecchia pazza«
- Caccia-Madrigal
  - »Faccia chi de’, se ’l po, ché passa l’ora«, alle Stimmen textiert
- Virelai
  - »Je port amiablement«, Text unvollständig, nur Incipit,
- Ballata
  - »Senti tu d’amor, donna? No. Perché?«, Text als Dialog und Volta-Teil mit eigener Musik
- Verloren gegangene Madrigale, Texte von Franco Sacchetti
  - »Fortuna avverse«
  - »Volgendo i suo’ begli occhi«

## Ausgaben
- Johannes Wolf: Der Squarcialupi-Codex. Pal. 87 der Biblioteca Medicea Laurenziana zu Florenz. Zwei- und dreistimmige italienische weltliche Lieder, Ballate, Madrigali und Cacce des vierzehnten Jahrhunderts. Kistner & Siegel, Lippstadt 1955.
- Nino Pirrotta (Hrsg.): The Music of Fourteenth Century Italy. Band 3: Laurentius Masii de Florentia, Donatus de Florentia, Rosso da Collegrano, and nine anonymous pieces (= Corpus Mensurabilis Musicae. 8, 3). American Institute of Musicology, Amsterdam 1962.
- Giuseppe Corsi (Hrsg.): Poesie musicali del Trecento (= Collezione di opere inedite o rare. 131, ZDB-ID 404886-6). Commissione per i Testi di Lingua, Bologna 1970.
- William Thomas Marrocco (Hrsg.): Italian Secular Music (= Polyphonic Music of the Fourteenth Century. 7). Éditions de l’Oiseau-Lyre, Monaco 1971